# Standard Liège
Royal Standard de Liège – belgijski klub piłkarski z siedzibą w Liège. Został założony w 1898 roku.

## Sukcesy

### Domowe
- Eerste klasse

mistrzostwo (10): 1957/1958, 1960/1961, 1962/1963, 1968/1969, 1969/1970, 1970/1971, 1981/1982, 1982/1983, 2007/2008, 2008/2009
wicemistrzostwo (13): 1925/1926, 1927/1928, 1935/1936, 1961/1962, 1964/1965, 1972/1973, 1979/1980, 1992/1993, 1994/1995, 2005/2006, 2010/2011, 2013/2014, 2017/2018
- Puchar Belgii

zwycięstwo (8): 1953/1954, 1965/1966, 1966/1967, 1980/1981, 1992/1993, 2010/2011, 2015/2016, 2017/2018
finał (10): 1964/1965, 1971/1972, 1972/1973, 1983/1984, 1987/1988, 1988/1989, 1998/1999, 1999/2000, 2006/2007, 2020/2021
- Puchar Ligi Belgijskiej

zwycięstwo (1): 1975
- Superpuchar Belgii

zwycięstwo (4): 1981, 1983, 2008, 2009
finał (5): 1993, 1982, 2011, 2016, 2018

### Międzynarodowe
- Puchar Zdobywców Pucharów

finał (1): 1981/1982
- Puchar Intertoto

finał (1): 1996

## Historyczne nazwy
- 1898: Standard Football Club (Standard FC)
- 1899: Standard FC Liégeois (Standard FCL)
- 1910: Standard Club Liégeois (Standard CL)
- 1923: Royal Standard Club Liège (R. Standard CL)
- 1952: Royal Standard Club Liégeois (R. Standard CL)
- 1972: Royal Standard de Liège

## Obecny skład
Stan na 19 lipca 2021
| Nr | Poz. | Piłkarz                                    |
| -- | ---- | ------------------------------------------ |
| 2  | OB   | Hugo Siquet                                |
| 4  | OB   | Damjan Pavlovic                            |
| 5  | OB   | Moussa Sissako                             |
| 6  | OB   | Noë Dussenne                               |
| 8  | PO   | Gojko Cimirot                              |
| 10 | NA   | Klauss (wypożyczony z TSG 1899 Hoffenheim) |
| 10 | PO   | Mehdi Carcela-González                     |
| 11 | PO   | William Balikwisha                         |
| 12 | NA   | Denis Drăguș                               |
| 13 | OB   | John Nekadio                               |
| 15 | PO   | Eden Shamir                                |
| 16 | BR   | Arnaud Bodart                              |
| 17 | NA   | Jackson Muleka                             |
| 18 | PO   | Aleksandar Boljević                        |
| 19 | PO   | Selim Amallah                              |
| 20 | PO   | Merveille Bokadi                           |

| Nr | Poz. | Piłkarz                  |
| -- | ---- | ------------------------ |
| 21 | OB   | Collins Fai              |
| 22 | PO   | Maxime Lestienne         |
| 23 | NA   | Abdoul Tapsoba           |
| 24 | OB   | Nicolas Gavory           |
| 26 | PO   | Nicolas Raskin           |
| 27 | OB   | Laurent Jans             |
| 28 | PO   | Samuel Bastien           |
| 29 | PO   | Joachim Carcela-Gonzalez |
| 30 | BR   | Laurent Henkinet         |
| 31 | OB   | Alexandro Calut          |
| 33 | OB   | Nathan Ngoy              |
| 34 | OB   | Konstandinos Laifis      |
| 37 | PO   | Olivier Dumont           |
| 42 | OB   | Allan Delferriere        |
| 44 | BR   | Matthieu Epolo           |

### Piłkarze na wypożyczeniu
| Nr | Poz. | Piłkarz                                           |
| -- | ---- | ------------------------------------------------- |
| 25 | NA   | Eddy Sylvestre (wypożyczony do Pau FC)            |
| 90 | NA   | Felipe Avenatti (wypożyczony do Royal Antwerp FC) |